# Renault Mégane E-Tech
A Renault Mégane E-Tech a Renault akkumulátoros elektromos autótípusa, melyet 2021 óta gyártanak. Ez a Renault Mégane ötödik generációja, és az első elektromos hajtású változata.

## Története
A Renault Mégane E-Tech 2021. szeptember 6-án, a Müncheni Autószalonon mutatták be.
A megjelenést kísérő promóciós filmben a gyártó a Teslára hivatkozott azzal az állítással, hogy „inventée en France, pas en Californie, sorry” („Franciaországban találták ki, nem Kaliforniában, sajnálom”).

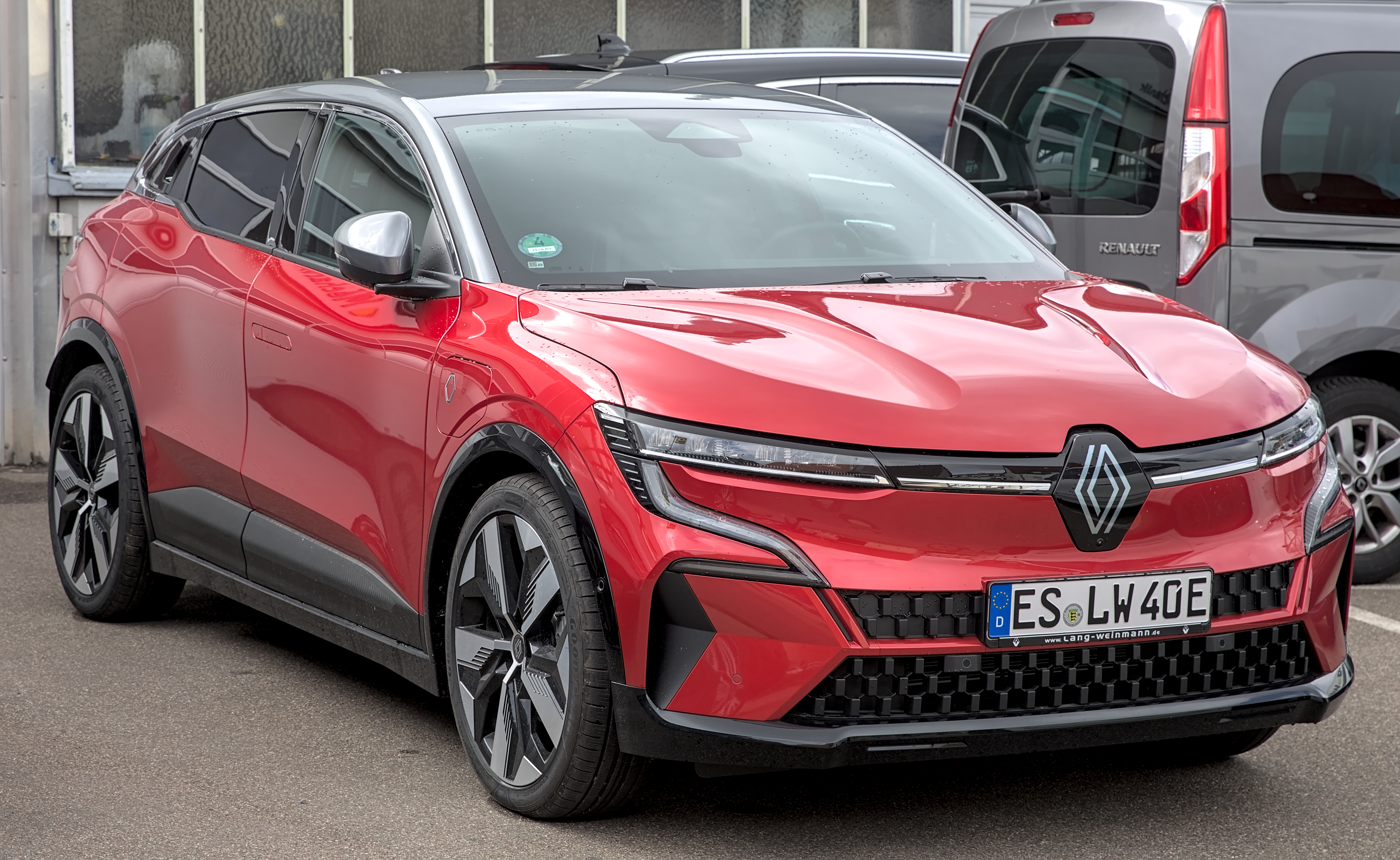
Elölnézetből
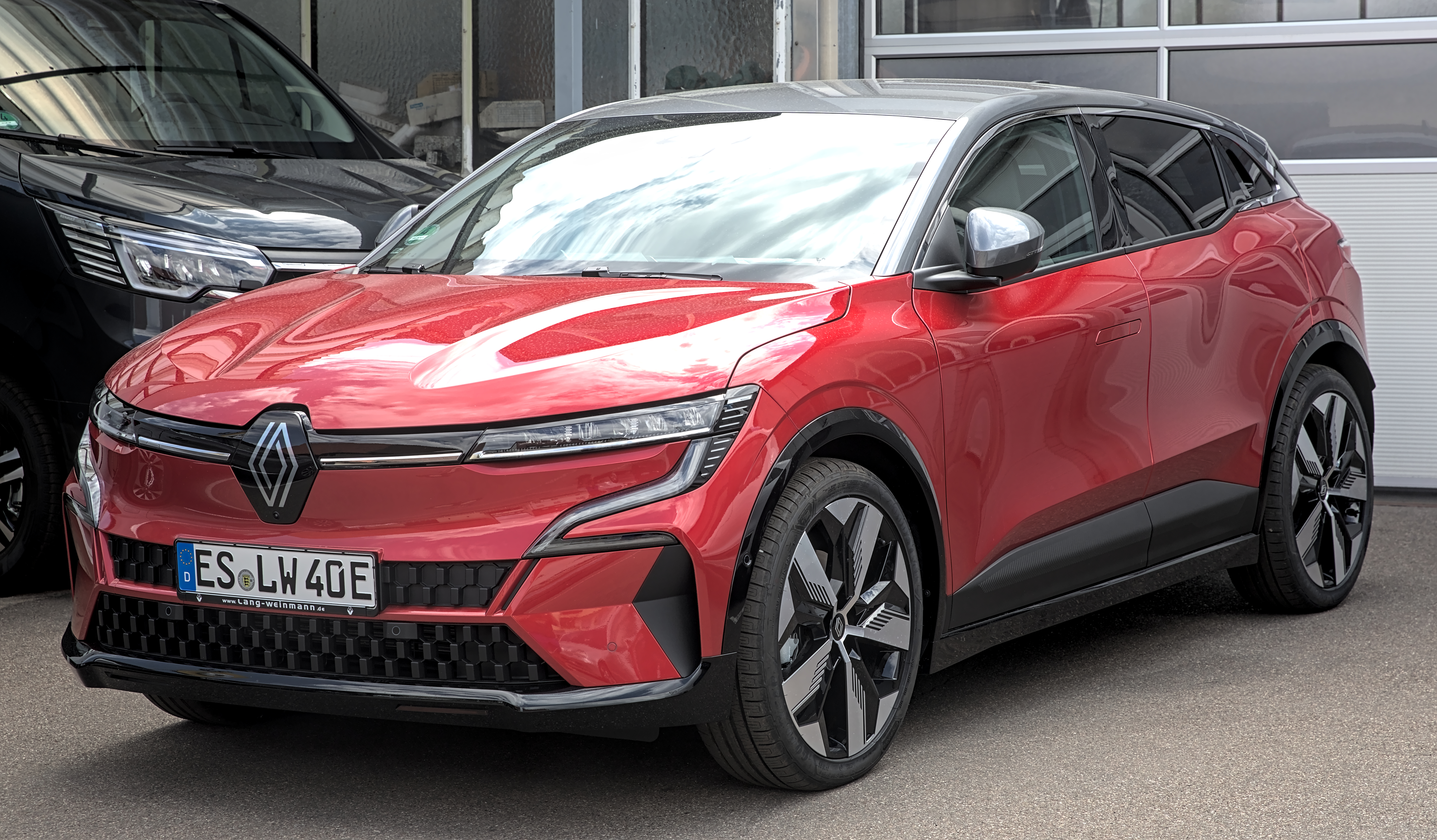
Elölnézetből
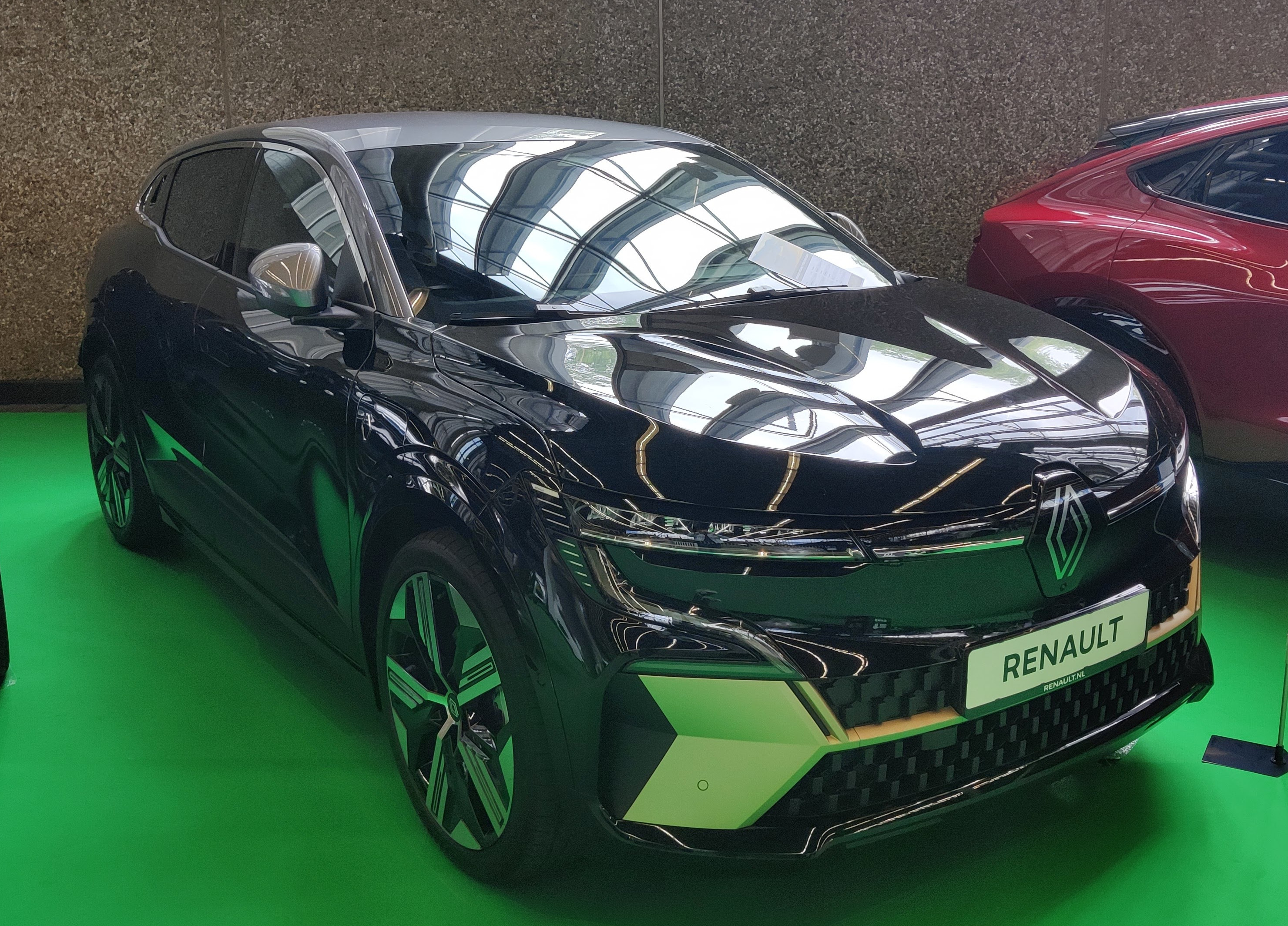
Elölnézetből
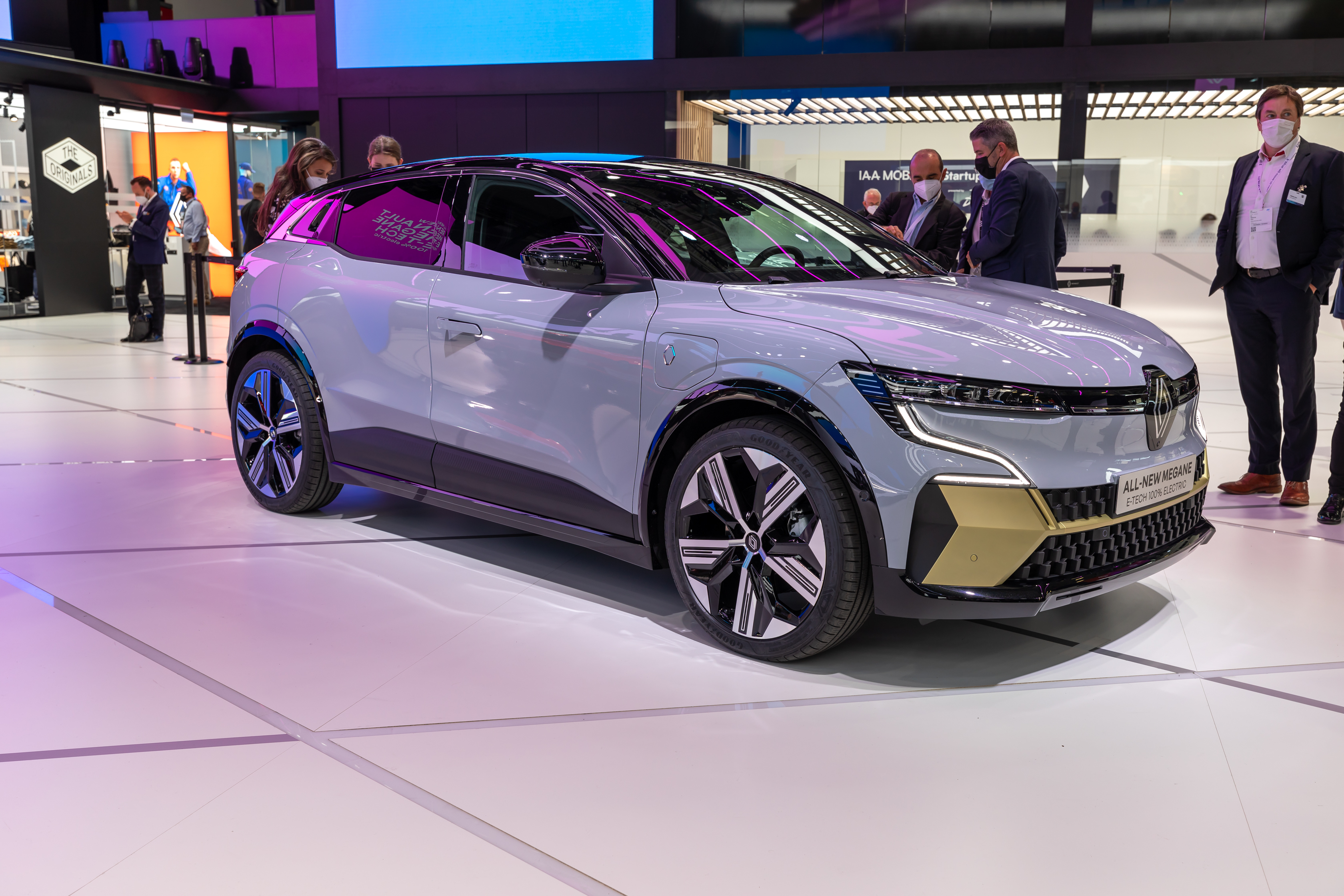
Elölnézetből
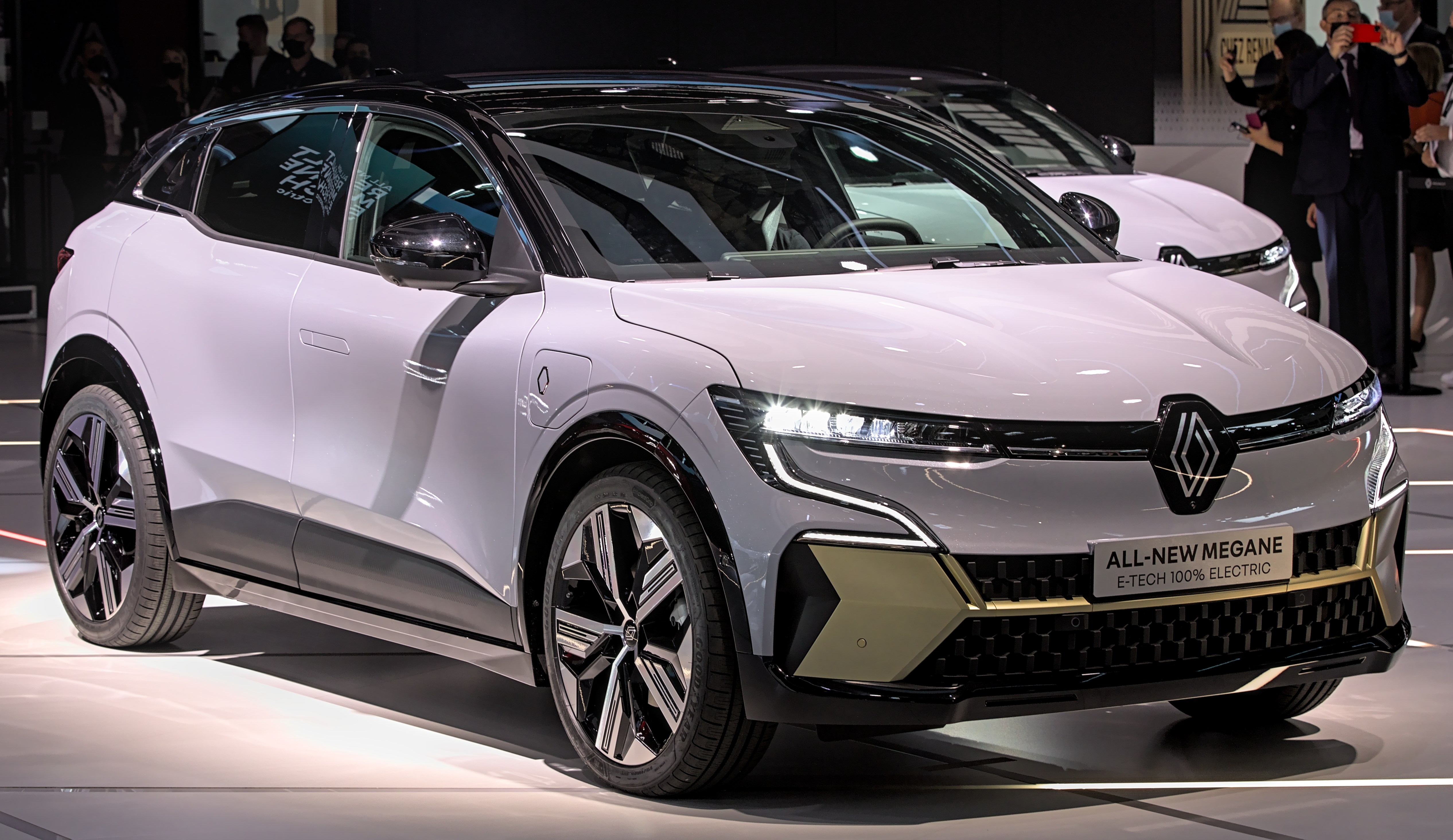
Elölnézetből
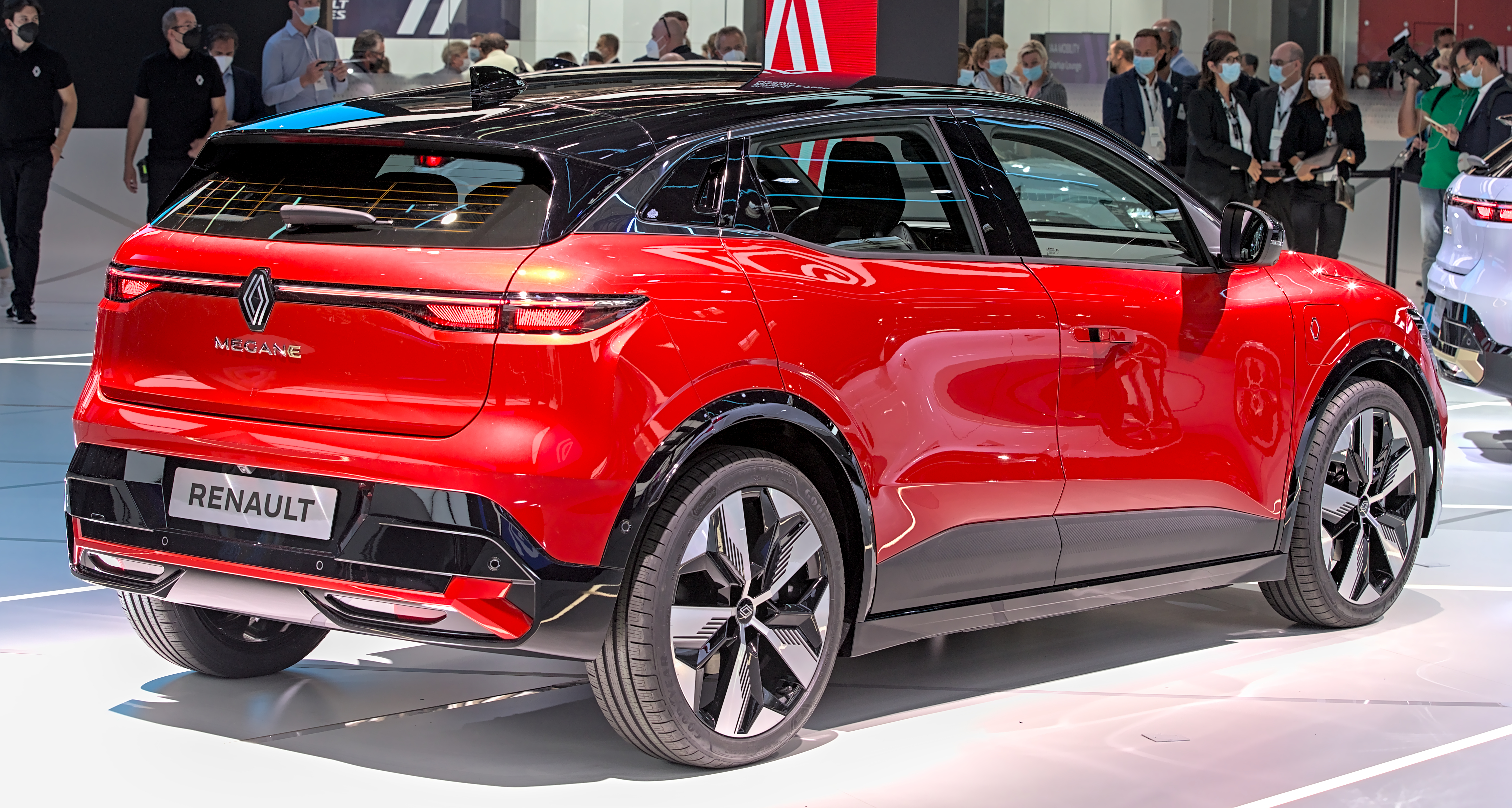
Hátulnézetből
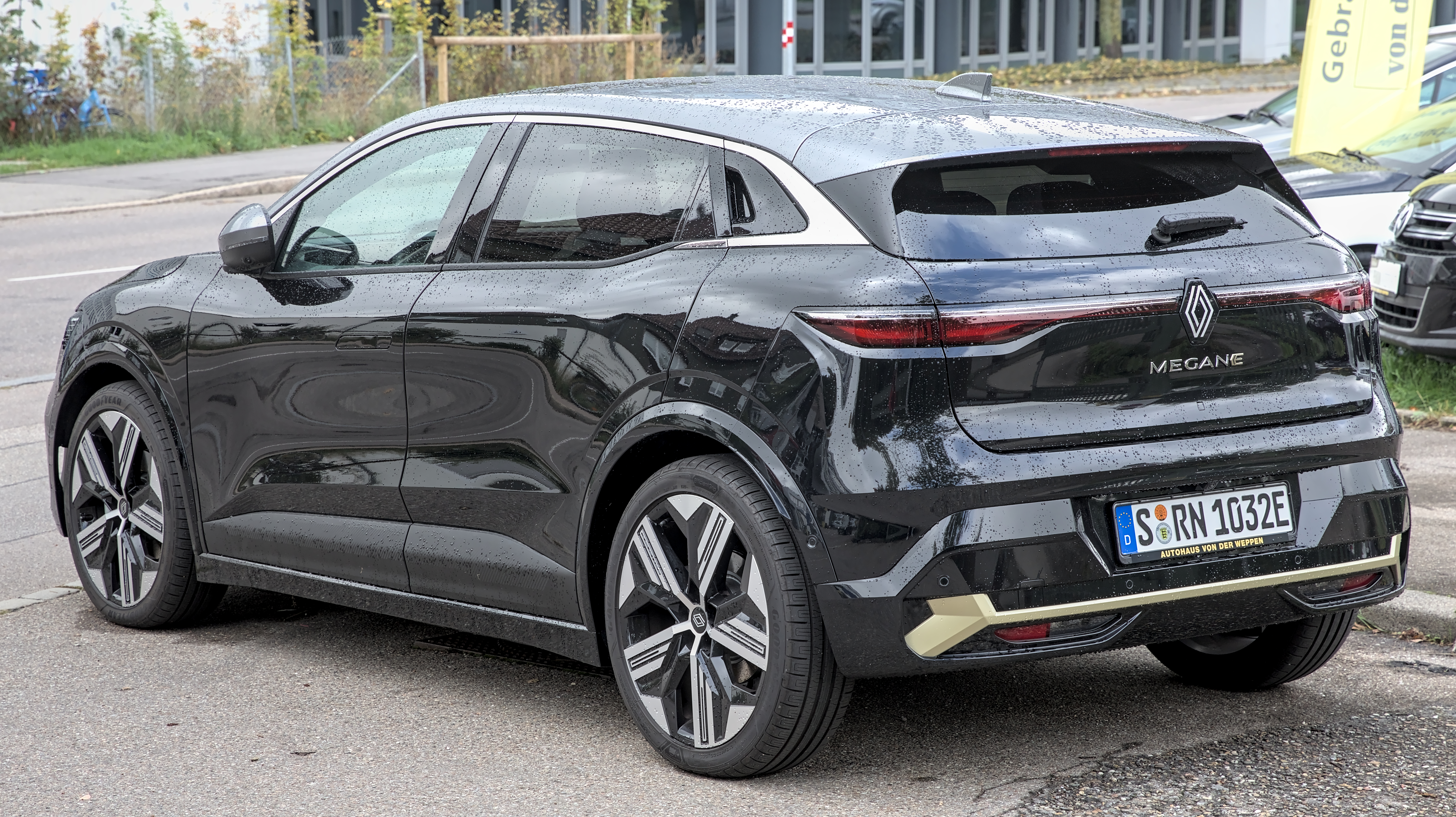
Hátulnézetből
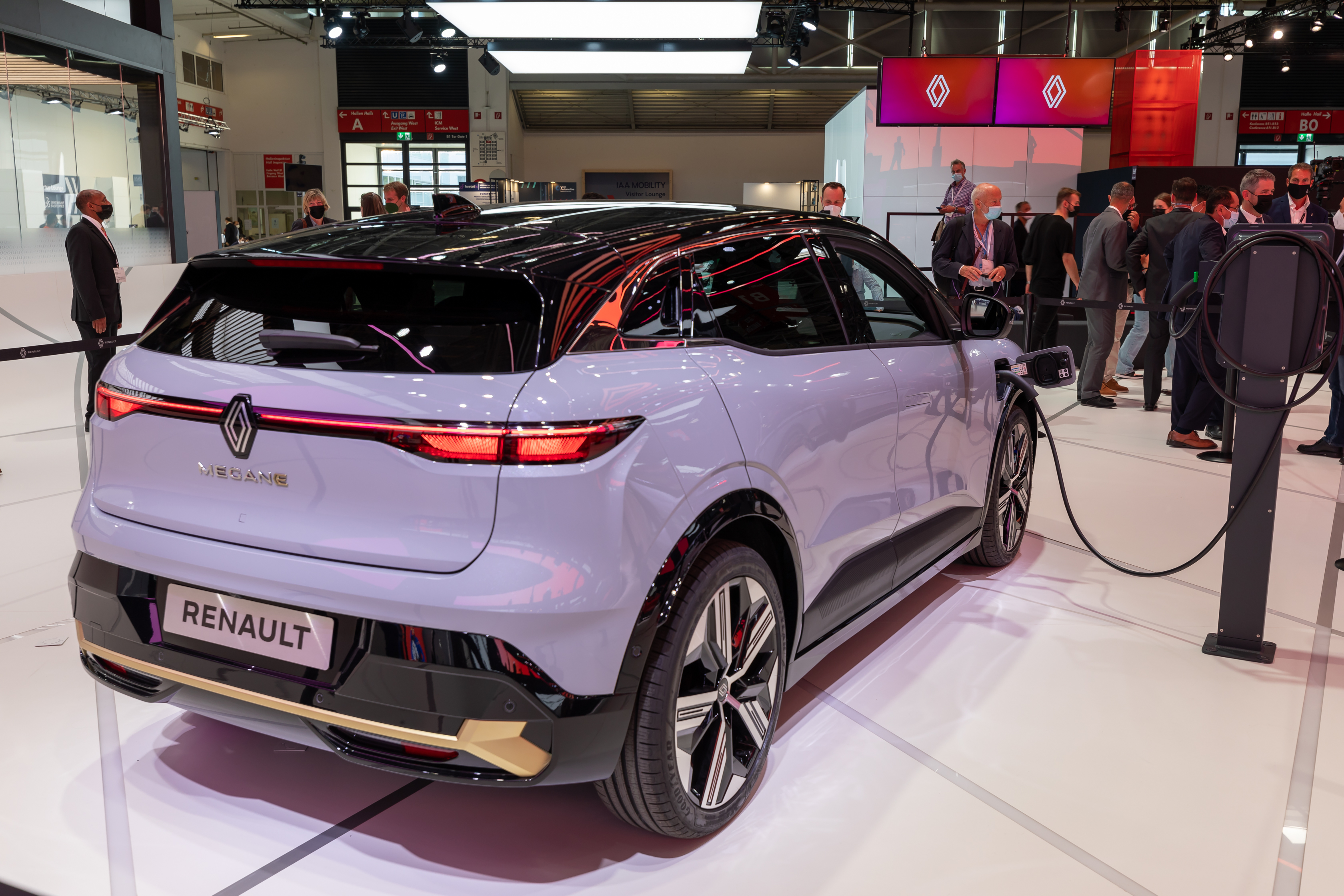
Hátulnézetből, töltés közben
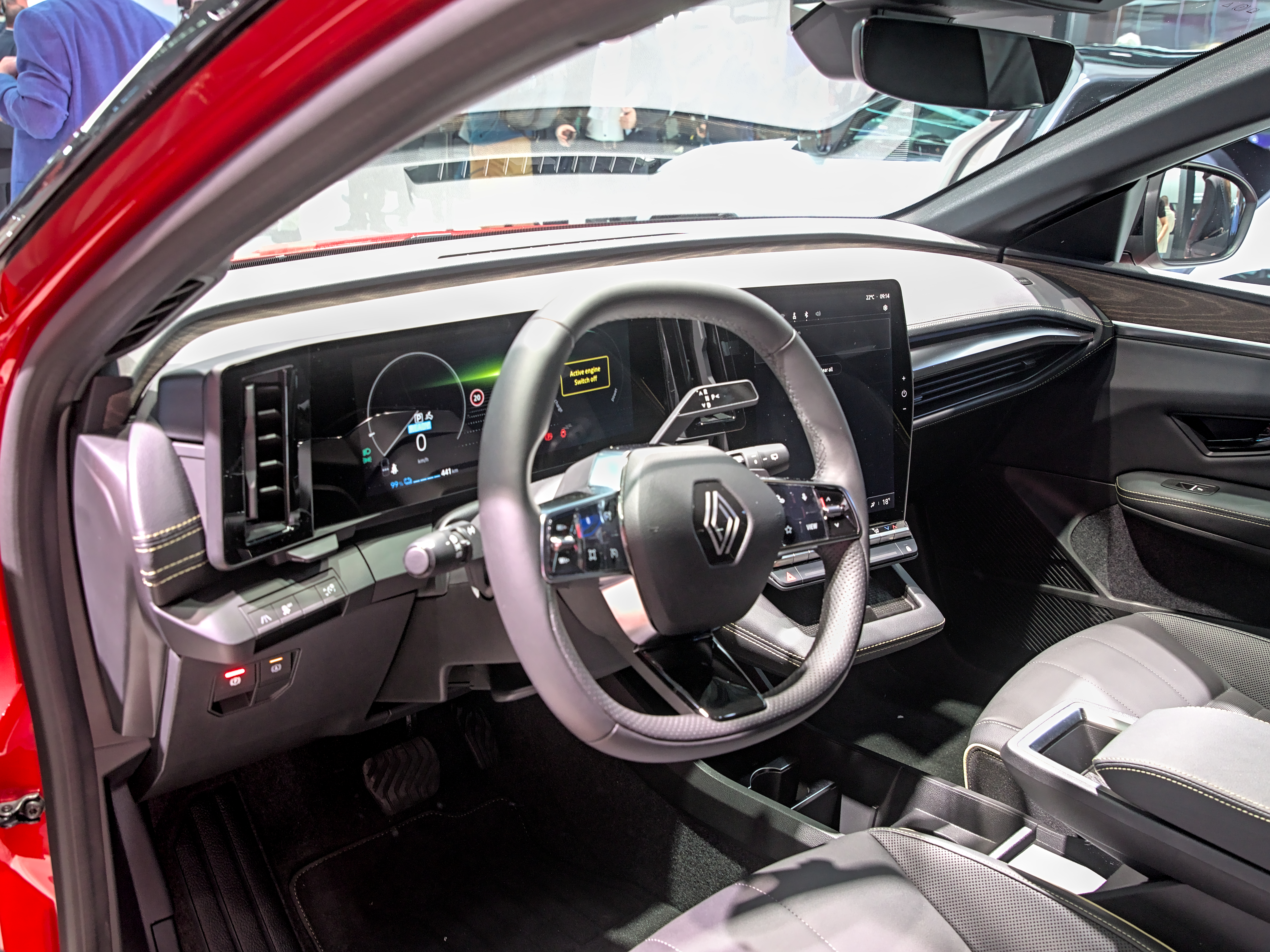
A Renault Mégane E-Tech belső tere
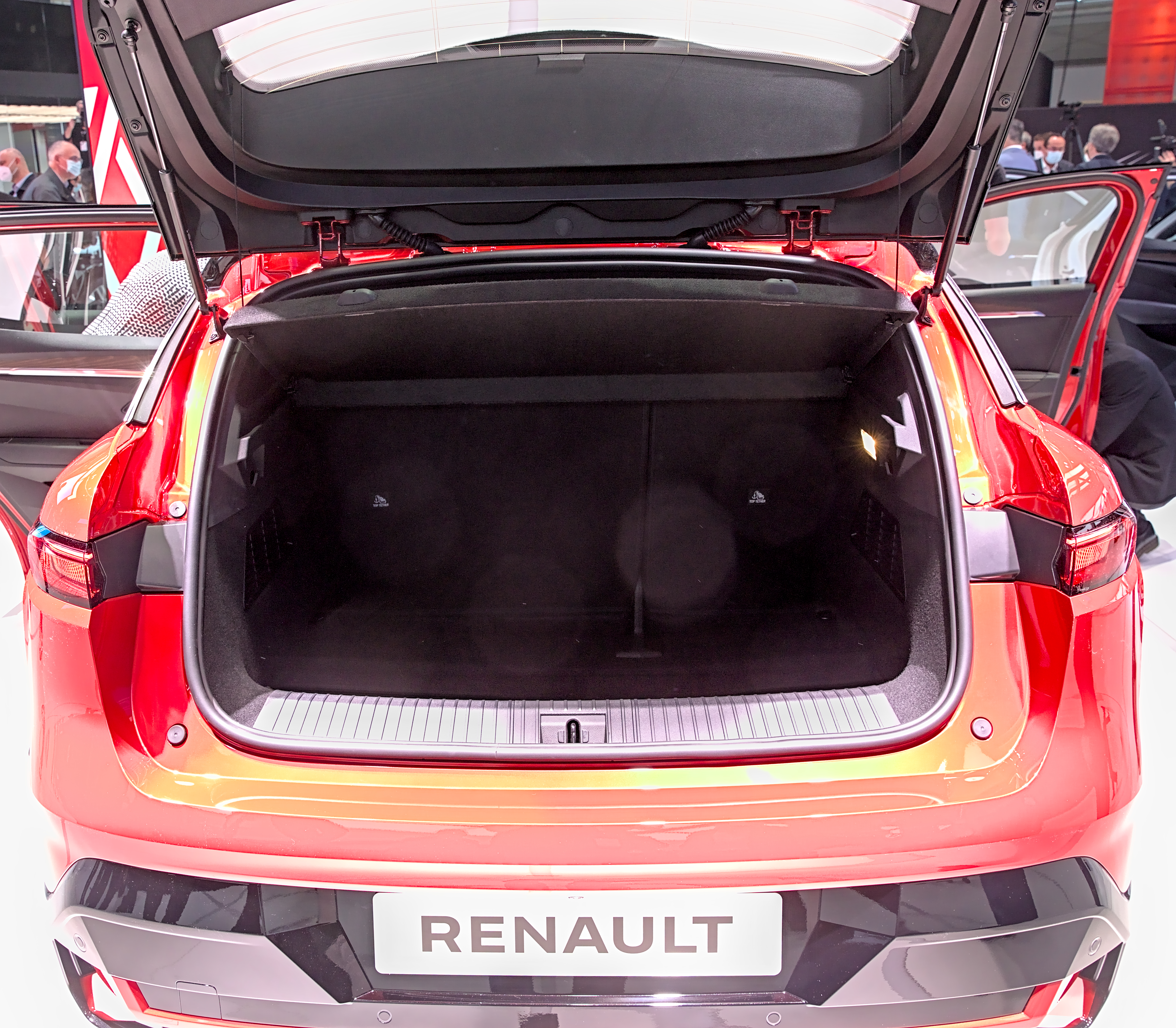
A Renault Mégane E-Tech csomagtartója

## Biztonság
2022 elején az Euro NCAP tesztelte a Mégane E-Tech járműbiztonságát. Öt csillagot kapott a lehetséges ötből.

## Technológia
Az autó a moduláris Renault CMF-EV platformon alapul, melyet a Nissan Ariya is használ.

### Belső tér
A Renault Mégane E-Tech belsejében két képernyő található; egyrészt 12 hüvelykes kijelző műszerfalként, másrészt érintőképernyő a középkonzolban 9 vagy 12,3 hüvelykes átlóval (felszereltségtől függően) az infotainment rendszerhez. Az „OpenR link” nevű szoftvert a Renault és a Google fejlesztette ki, és az Android Automotive-on alapul.

### Műszaki adatok
|                                        | EV40 130 hp standard charge  | EV40 130 hp boost charge | EV60 130 hp optimum charge | EV60 220 hp optimum charge |
| Gyártási időszak                       | 2022. június – 2022. október | 2022. június óta         | 2022. június óta           | 2022. június óta           |
| A motor jellemzői                      |                              |                          |                            |                            |
| A motor típusa                         | elektromos motor             | elektromos motor         | elektromos motor           | elektromos motor           |
| Max. teljesítmény min-1-nél            | 96 kW                        | 96 kW                    | 96 kW                      | 160 kW                     |
| Max. nyomaték min-1-nél                | 250 Nm                       | 250 Nm                   | 250 Nm                     | 300 Nm                     |
| Erőátvitel                             |                              |                          |                            |                            |
| Meghajtás                              | Elsőkerék-meghajtás          | Elsőkerék-meghajtás      | Elsőkerék-meghajtás        | Elsőkerék-meghajtás        |
| Mérési értékek                         |                              |                          |                            |                            |
| Saját tömeg vezetővel                  | 1642 kg                      | 1670 kg                  | 1741 kg                    | 1783 kg                    |
| Megengedett legnagyobb tömeg           | 2017 kg                      | 2045 kg                  | 2116 kg                    | 2168 kg                    |
| Maximális sebesség                     | 150 km/óra                   | 150 km/óra               | 150 km/óra                 | 160 km/óra                 |
| Gyorsulás, 0-100 km/óra                | 10,0 mp                      | 10,0 mp                  | 10,5 mp                    | 7,4 mp                     |
| Energiafogyasztás 100 km-enként (WLTP) | 15,8 kWh                     | 15,8 kWh                 | 15,5 kWh                   | 16,1 kWh                   |
| Max. ttöltési teljesítmény (DC)        | –                            | 85 kW                    | 130 kW                     | 130 kW                     |
| Töltés időtartama (DC 0-80 %)          | –                            | 38 perc                  | 42 perc                    | 42 perc                    |
| Az akkumulátor típusa                  | Lítium-ion akkumulátor       | Lítium-ion akkumulátor   | Lítium-ion akkumulátor     | Lítium-ion akkumulátor     |
| Az akkumulátor kapacitása              | 40 kWh                       | 40 kWh                   | 60 kWh                     | 60 kWh                     |
| Hatótáv (WLTP)                         | 300 km                       | 300 km                   | 470 km                     | 450 km                     |

### Akkumulátor
A jármű folyadékhűtéses lítium-ion vontatási akkumulátorral rendelkezik, amelyet az LG szállít és 110 mm magas. Az akkumulátor kétféle változatban kapható:
- 40 kWh körülbelül 300 km-es hatótávra (WLTP)
- 60 kWh körülbelül 450 km-es hatótávra (WLTP)

Tűz esetén a jármű belsejében a padlón van egy speciális nyílás, amely lehetővé teszi a tűzoltók hozzáférését az akkumulátorhoz.

## Verziók
A következő felszereltségi funkciók állnak rendelkezésre a Renault Mégane E-Tech számára:
- tartalék kamera
- klímaszabályozás
- LED fényszórók elöl és hátul
- adaptív tempomat
- indukciós töltő mobiltelefonokhoz
- Harman Kardon hangszóró
- Fix vagy levehető vonóhorog, változattól függően 900 kg vontatási kapacitásig

A következő karosszériaszíneket kínálják:

- gris rafale (ezüstszürke)
- gris schiste (sötétszürke)
- bleu nocturne (sötétkék)
- rouge flamme (piros)
- noir étoile (fekete)
- blanc glacier (fehér)